# Bissara

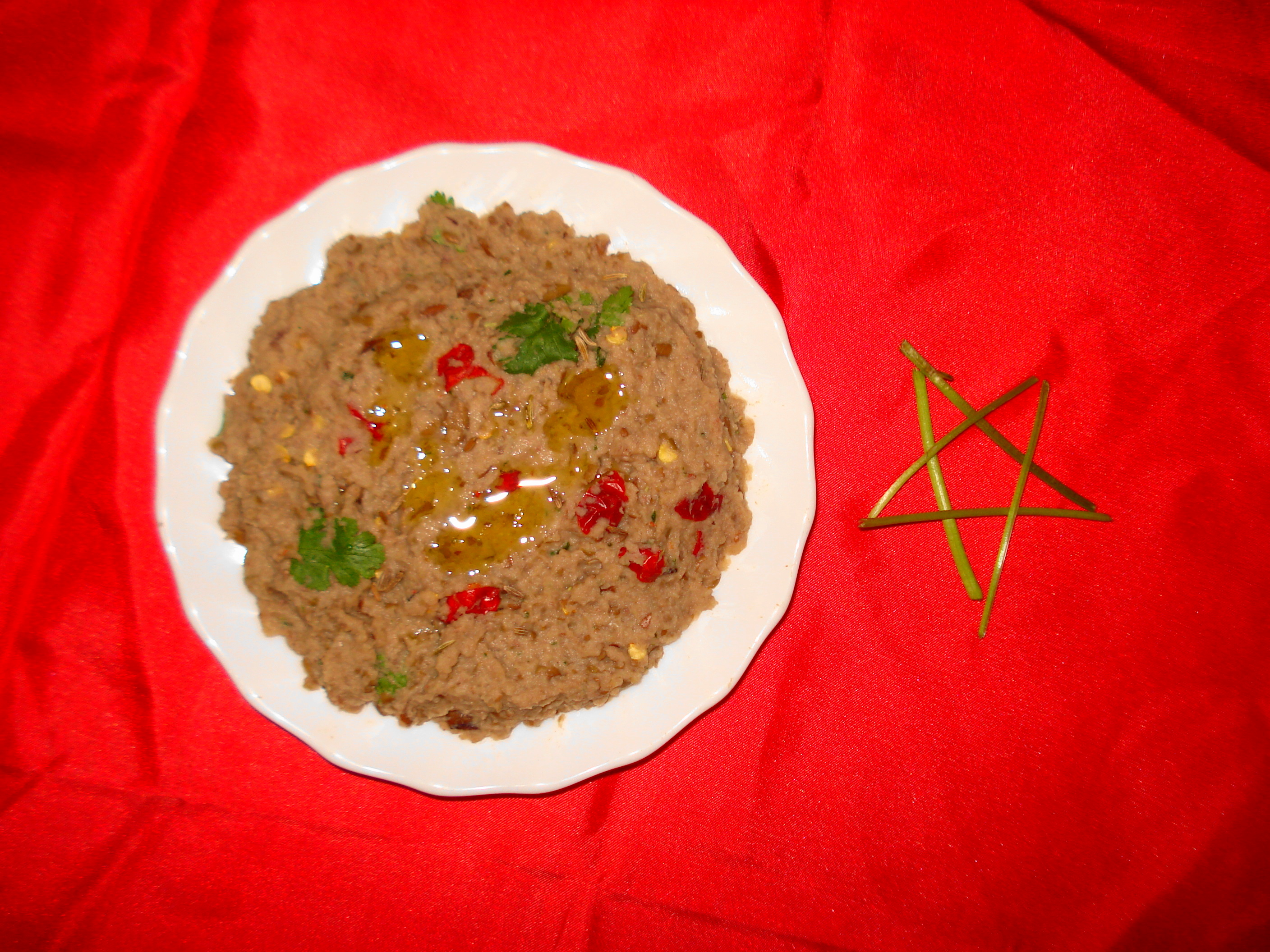
Bissara preparado como uma pasta de feijão

Bissara, também conhecido como Bessara e Besarah (árabe: "بصارة") é uma sopa e uma pasta de feijão na culinária Africana, preparada com um purê de favas secas como ingrediente principal. Ingredientes adicionais incluem alho, azeite, suco de limão, pimenta vermelha, cominho e sal. Bissara é às vezes preparado com ervilhas ou grão-de-bico. No Egito, bissara também inclui ervas ou folhas verdes — como salsa, hortelã, endro, espinafre ou molokhiya, porém o último é mais comumente adicionado pelos Egípcios expatriados na Palestina — e é comido com pão, como uma pasta. Ele é geralmente barato e já foi descrito como um prato pobre.
Bissara é um prato na culinária Egípcia e na culinária Marroquina. No Egito, bissara é comido exclusivamente como uma pasta para pão, e é servido no café da manhã, como um meze, ou, mais raramente, no almoço ou jantar. O bissara egípcio inclui ervas ou folhas verdes, pimenta, suco de limão, e, ocasionalmente, de cebola. É tradicionalmente um prato de agricultores rurais, embora tenha se tornado mais popular no Egito urbano desde 2011, pois é mais saudável do que o seu equivalente urbano, ful medames. No Marrocos, bissara é normalmente servido em tigelas rasas ou pratos de sopa, e coberto com azeite, páprica e cominho. Pão é por vezes comido mergulhado na pasta, e o suco de limão adicionado como cobertura. Em Marrakesh, no Marrocos, bissara é muito popular durante os meses mais frios do ano e pode ser encontrado em várias praças e becos da cidade.
Bissara se originou no Egito Faraônico, por volta de 4.000 anos atrás. Era conhecido pelos egípcios antigos como "fouleya", e era feito com favas frescas, ao invés de secas. Fouleya também era chamado de "bees-oro" (بيصارو), que significa feijões cozidos. Este termo tornou-se mais tarde a origem do nome moderno.
Emigrantes egípcios levaram bissara para outros países da região do Oriente Médio e Norte da África, como a Palestina, Argélia e Tunísia. Bissara é relativamente popular na Palestina, pois se assemelha a um prato tradicional  conhecido na Palestina desde a época Cananéia.